# Äbeni Flue
Äbeni Flue eller Ebnefluh är ett berg i Schweiz. Det ligger i distriktet Goms och kantonen Valais, i den centrala delen av landet. Toppen på Äbeni Flue är 3 962 meter över havet.
Den högsta punkten i närheten är Jungfrau, 4 158 meter över havet, 3,3 km norr om Äbeni Flue.
Trakten runt Äbeni Flue är permanent täckt av is och snö.